# Mikró Monastíri
Mikró Monastíri är en ort i Grekland.   Den ligger i prefekturen Nomós Thessaloníkis och regionen Mellersta Makedonien, i den norra delen av landet, 300 km norr om huvudstaden Aten. Mikró Monastíri ligger 5 meter över havet och antalet invånare är 1 518.
Terrängen runt Mikró Monastíri är platt, och sluttar söderut. Runt Mikró Monastíri är det ganska tätbefolkat, med 58 invånare per kvadratkilometer. Närmaste större samhälle är Giannitsá, 14,9 km nordväst om Mikró Monastíri. Trakten runt Mikró Monastíri består till största delen av jordbruksmark.